# Kungliga Vetenskapssamhället i Uppsala

Kungl. Vetenskapssamhället i Uppsala (KVSU) stiftades 8 oktober 1954. Det är sedan 1957 en kunglig akademi med 36 arbetande ledamöter, forskare från Uppsala universitets olika fakulteter och från Sveriges lantbruksuniversitet. 
Efter tolv år ges ledamot ställning som ständig ledamot. Därutöver består KVSU av högst 24 utländska och 24 svenska korresponderande ledamöter, det vill säga sådana som är bosatta utanför Uppsala. Ledamotskap i akademien förkortas LVSU. Akademien sammanträder i sitt eget hus vid Åsgränd i Uppsala, varvid i plenum fyra gånger per år och därutöver till så kallade extra sammanträden varje månad. Högtidsdag är den 8 oktober. KVSU utdelar vetenskapliga priser. 
Akademien ledes av en preses, för närvarande professor Lena Marcusson. KVSU utger dels en skriftserie Acta Academiæ Regiæ Scientiarum Upsaliensis, dels en årsbok Annales Academiæ Regiæ Scientiarum Upsaliensis (hittills 20 volymer sedan 1957).

## Preses
Följande personer har varit preses för Kungliga Vetenskapssamhället i Uppsala:
- 1955–1960: Phillips Hult
- 1961–1978: Torgny Segerstedt
- 1979–2002: Stig Strömholm
- 2003–2018: Sverker Gustavsson
- 2019–: Lena Marcusson

Till hederspreses har utnämnts Georg Andrén (1955), Torgny Segerstedt (1979), Stig Strömholm (2003) och Sverker Gustavsson (2019).